# Јелићка
Јелићка је насељено мјесто у граду Приједор, Република Српска, БиХ. Према прелиминарним подацима пописа становништва 2013. године, у насељу је живјело 390 становника.

## Становништво
| Демографија | Демографија | Демографија |
| Година      | Становника  | Становника  |
| ----------- | ----------- | ----------- |
| 1961.       | 1.023       |             |
| 1971.       | 1.032       |             |
| 1981.       | 990         |             |
| 1991.       | 685         |             |
| 2013.       | 390         |             |

## Знамените личности
- Гавро Бабић, српски књижевник

## Галерија
- Црква брвнара у селу Јелићка